# Tom Zai
Tom Zai (geb. 1965 in Bad Ragaz) ist ein Schweizer Autor. Er lebt in Walenstadt.

## Leben
Hauptberuflich ist Zai Mittelstufenlehrer und beschäftigt sich, neben der Literatur, auch mit Musicalproduktionen und schreibt Songtexte für Progressive Rock Musik.
Zais Bücher erschienen zunächst bei Appenzeller und dem C.F. Portmann Verlag. 2016 gründete er zusammen mit Stephan Sigg und Alice Gabathuler den Verlag da bux.
Zai ist verheiratet und hat mit seiner Frau Esther drei Kinder.

## Werke

### Jugendbücher
- Der Fluch der Wanze. da bux, Buchs SG 2016, ISBN 978-3-906876-03-0.
- Der Knast. 2017
- Neni geht. 2023

### Krimis/Thrillers
- Eisenhut. C.F. Portmann, Küsnacht 2012, ISBN 978-3-906014-04-3.
- Zufallshelden. Appenzeller Verlag, Herisau 2014, ISBN 978-3-85882-685-5.
- Die Gruppentherapie. In: Mitra Devi, Petra Ivanov * (Hrsg.): Mord in Switzerland. Band 2. Appenzeller Verlag, Herisau 2016, ISBN 978-3-85882-736-4, S. 73–89.
- Makronen, Mistel, Meuchelmord. 2018
- Lametta, Lichter, Leichenschmaus. 2019
- Winter, Weihrauch, Wasserleiche. 2021
- Klirrender Tod. 2024